# 石田幸太郎
石田 幸太郎（いしだ こうたろう、1894年8月15日 - 1987年6月6日）は、日本の英文学者、ノートルダム女子大学名誉教授。

## 経歴
京都府出身。1919年（大正8年）京都帝国大学英文学科を卒業後、万朝報の記者を務める。その後、梅花女子専門学校教授、国民社編集長を経て立命館大学教授。さらにノートルダム女子大学教授を務めた。英文学、比較文学の研究を行った。

## 著書
- 『海外文通文例集』（創元社） 1964
- 『昼さがりの風景 犬と猫と子どもたち』（PHP研究所） 1975

## 翻訳
- 『倫敦塔』（エインズワース、改造社、世界大衆文学全集78） 1931
のち『ロンドン塔』（旺文社文庫）
- 「コナン・ドイル全集」（部分訳）（コナン・ドイル、改造社） 1932 - 1933
- 『争闘』（ゴールズワージ、岩波文庫） 1934
- 『天使たちの時』（アイリス・マードック、筑摩書房） 1968
- 『現代の小説と意識の流れ』（ロバート・ハンフリー、英宝社） 1970
- 『愛の軌跡』（アイリス・マードック、創元社） 1972